# Associazione Calcio ChievoVerona 1994-1995
Questa voce raccoglie le informazioni riguardanti l'Associazione Calcio ChievoVerona nelle competizioni ufficiali della stagione 1994-1995.

## Stagione
Nella stagione 1994-1995 il Chievo disputa il primo campionato cadetto della sua storia, nella stagione nella quale per la prima volta la vittoria non è più corrisposta con i classici due punti, ma da tre punti, nel tentativo di disincentivare i pareggi. Sempre affidato al tecnico che lo scorso campionato l'ha portata in Serie B Alberto Malesani, la compagine gialloblù non subisce il trauma del cambio di categoria, pur disputando un campionato non privo di apprensioni. Chiude il girone di andata con 20 punti al quint'ultimo posto, poi nel girone di ritorno raccoglie qualche punto in più, chiudendo il torneo con 44 punti, tre lunghezze sopra la zona pericolosa. Michele Cossato anche tra i cadetti va in goal con regolarità, anzi migliora le otto reti segnate lo scorso campionato, raggiungendo la doppia cifra con 10 centri. Nella Coppa Italia i clivensi superano nel primo turno la Lucchese ai calci di rigore (4-3), poi nel secondo turno incontrano la Juventus che li elimina dal torneo, pareggio (0-0) a Torino e vittoria juventina (1-3) al Bentegodi.

## Divise e sponsor
Il fornitore di materiale è ABM, mentre lo sponsor ufficiale è Paluani. La prima divisa è completamente gialla, quella da trasferta è blu e la terza, usata anche nella stracittadina, è bianca.
| Casa | Trasferta | Terza divisa |

## Risultati

### Campionato

#### Girone di andata
| Arbitro: | Tombolini (Ancona) |

|              |           |             |
| Giordano 90’ | Marcatori | 78’ Scapolo |

| Arbitro: | Dinelli (Lucca) |

|          |           |  |
| Ripa 25’ | Marcatori |  |

| Arbitro: | De Santis (Tivoli) |

|                    |           |                     |
| Ianuale 82’ (aut.) | Marcatori | 37’, 45’ N. Amoruso |

| Arbitro: | D. Messina (Bergamo) |

|  |           |                                    |
|  | Marcatori | 57’ Curti 85’ Rinino 90’ Bracaloni |

| Arbitro: | Farina (Novi Ligure) |

|  |           |              |
|  | Marcatori | 57’ Ferrante |

| Arbitro: | Bonfrisco (Monza) |

|  |           |             |
|  | Marcatori | 51’ Cossato |

| Arbitro: | De Prisco (Nocera Inferiore) |

|             |           |                     |
| Cossato 75’ | Marcatori | 76’ (rig.) Bierhoff |

| Arbitro: | Borriello (Mantova) |

|  |           |                        |
|  | Marcatori | 58’ Cossato 90’ Melosi |

| Verona 30 ottobre 1994 9ª giornata | Chievo           | 0 – 0 referto | Lecce | Stadio Marcantonio Bentegodi (3 071 spett.)\| Arbitro: \| Arena (Ercolano) \| |
| Arbitro:                           | Arena (Ercolano) |               |       |                                                                               |

| Arbitro: | Gronda (Genova) |

|                       |           |             |
| Hübner 59’ Aloisi 80’ | Marcatori | 47’ Cossato |

| Arbitro: | Stafoggia (Pesaro) |

|                              |           |           |
| Franchi 5’, 29’ Giordano 48’ | Marcatori | 61’ Gelsi |

| Arbitro: | Farina (Novi Ligure) |

|  |           |             |
|  | Marcatori | 68’ Inzaghi |

| Lucca 4 dicembre 1994 13ª giornata | Lucchese            | 0 – 0 referto | Chievo | Stadio Porta Elisa (4 860 spett.)\| Arbitro: \| Franceschini (Bari) \| |
| Arbitro:                           | Franceschini (Bari) |               |        |                                                                        |

| Arbitro: | Cesari (Genova) |

|                          |           |             |
| F. Fermanelli 50’ (rig.) | Marcatori | 74’ R. Gori |

| Arbitro: | Pacifici (Roma) |

|  |           |                                              |
|  | Marcatori | 36’ (aut.) Zanin 57’ Petrachi 73’ Campilongo |

| Cosenza 23 dicembre 1994 16ª giornata | Cosenza             | 0 – 0 referto | Chievo | Stadio San Vito (3 980 spett.)\| Arbitro: \| Amendolia (Messina) \| |
| Arbitro:                              | Amendolia (Messina) |               |        |                                                                     |

| Arbitro: | Gronda (Genova) |

|                                           |           |                                   |
| Gentilini 54’ (rig.) Valtolina 90’ (rig.) | Marcatori | 69’ (rig.), 81’ Caccia 87’ Baroni |

| Vicenza 15 gennaio 1995 18ª giornata | Vicenza               | 0 – 0 referto | Chievo | Stadio Romeo Menti (9 662 spett.)\| Arbitro: \| Racalbuto (Gallarate) \| |
| Arbitro:                             | Racalbuto (Gallarate) |               |        |                                                                          |

| Verona 22 gennaio 1995 19ª giornata | Chievo        | 0 – 0 referto | Como | Stadio Marcantonio Bentegodi (1 474 spett.)\| Arbitro: \| Lana (Torino) \| |
| Arbitro:                            | Lana (Torino) |               |      |                                                                            |

#### Girone di ritorno
| Arbitro: | De Santis (Tivoli) |

|                           |           |                           |
| Ganz 58’, 86’ Saurini 71’ | Marcatori | 50’ Cossato 82’ Gentilini |

| Arbitro: | Bolognino (Milano) |

|  |           |                  |
|  | Marcatori | 57’ (rig.) Pizzi |

| Andria 19 febbraio 1995 22ª giornata | Fidelis Andria       | 0 – 0 referto | Chievo | Stadio degli Ulivi (4 145 spett.)\| Arbitro: \| D. Messina (Bergamo) \| |
| Arbitro:                             | D. Messina (Bergamo) |               |        |                                                                         |

| Arbitro: | Dinelli (Lucca) |

|                          |           |            |
| Franchi 15’ Giordano 39’ | Marcatori | 45’ Notari |

| Arbitro: | Cardona (Milano) |

|                                   |           |             |
| Cornacchini 45’ (rig.) Giunti 68’ | Marcatori | 66’ Moretto |

| Arbitro: | Borriello (Mantova) |

|             |           |                                    |
| Cossato 86’ | Marcatori | 9’ Ricchetti 45’ Strada 80’ Pisano |

| Ascoli Piceno 19 marzo 1995 26ª giornata | Ascoli                                 | 0 – 0 referto | Chievo | Stadio Cino e Lillo Del Duca (3 347 spett.)\| Arbitro: \| Pellegrino (Barcellona Pozzo di Gotto) \| |
| Arbitro:                                 | Pellegrino (Barcellona Pozzo di Gotto) |               |        | |

| Arbitro: | Rodomonti (Teramo) |

|                       |           |                 |
| Cossato 25’ Maran 48’ | Marcatori | 5’ (rig.) Vieri |

| Arbitro: | Pacifici (Roma) |

|                                    |           |               |
| Bruno 5’ Melchiori 41’ Bonaldi 79’ | Marcatori | 28’ Zironelli |

| Verona 9 aprile 1995 29ª giornata | Chievo               | 0 – 0 referto | Cesena | Stadio Marcantonio Bentegodi (2 551 spett.)\| Arbitro: \| Brignoccoli (Ancona) \| |
| Arbitro:                          | Brignoccoli (Ancona) |               |        |                                                                                   |

| Arbitro: | Bazzoli (Merano) |

|           |           |  |
| Luiso 87’ | Marcatori |  |

| Piacenza 23 aprile 1995 31ª giornata | Piacenza         | 0 – 0 referto | Chievo | Stadio Leonardo Garilli (5 707 spett.)\| Arbitro: \| Arena (Ercolano) \| |
| Arbitro:                             | Arena (Ercolano) |               |        |                                                                          |

| Arbitro: | Pairetto (Torino) |

|                                            |           |              |
| Spatari 17’ Cossato 35’, 89’ Gentilini 69’ | Marcatori | 19’ Rastelli |

| Arbitro: | Ceccarini (Livorno) |

|                                        |           |               |
| Cossato 20’ Valtolina 63’ Giordano 90’ | Marcatori | 73’ Cammarata |

| Palermo 14 maggio 1995 34ª giornata | Palermo            | 0 – 0 referto | Chievo | Stadio La Favorita (7 360 spett.)\| Arbitro: \| Stafoggia (Pesaro) \| |
| Arbitro:                            | Stafoggia (Pesaro) |               |        |                                                                       |

| Arbitro: | Tombolini (Ancona) |

|                      |           |  |
| Gentilini 22’ (rig.) | Marcatori |  |

| Arbitro: | Nicchi (Arezzo) |

|  |           |              |
|  | Marcatori | 90’ Giordano |

| Arbitro: | Trentalange (Torino) |

|            |           |                                                  |
| Melosi 37’ | Marcatori | 9’ Murgita 17’, 38’ A. Briaschi 90’ F. Gasparini |

| Como 11 giugno 1995 38ª giornata | Como          | 0 – 0 referto | Chievo | Stadio Giuseppe Sinigaglia (2 111 spett.)\| Arbitro: \| Lana (Torino) \| |
| Arbitro:                         | Lana (Torino) |               |        |                                                                          |

### Coppa Italia

#### Primo Turno
| Arbitro: | D. Messina (Bergamo) |

|                                              |                      |                                           |
| R. Gori 78’                                  | Marcatori            | 88’ Di Stefano                            |
| Antonioli D'Anna Bracaloni R. Gori Gentilini | Tiri di rigore 4 – 3 | Di Francesco Monaco Simonetta Albino Paci |

#### Secondo Turno
| Torino 31 agosto 1994 Andata | Juventus          | 0 – 0 referto | Chievo | Stadio delle Alpi\| Arbitro: \| Bonfrisco (Monza) \| |
| Arbitro:                     | Bonfrisco (Monza) |               |        |                                                      |

| Arbitro: | Boggi (Salerno) |

|               |           |                                               |
| Antonioli 69’ | Marcatori | 1’ Del Piero 12’ (rig.), 78’ (rig.) Ravanelli |